# عطف أبو جندي
عطف أبو جندي إحدى قرى مركز قطور التابع لمحافظة الغربية بجمهورية مصر العربية.

## التاريخ
هي قرية قديمة كانت تسمى بالعطف، ذكرت القرية في وقف السلطان قانصوه الغوري المحرر في 923 هجري، وفي تاريخ 1228هـ/1813م الذي عدّ قرى مصر بعد المسح الذي قام به محمد علي باشا باسمها الحالي. أصلها من توابع مركز طنطا ثم نقلت إلى مركز قطور منذ إنشائها في عام 1947 ووردت ضمن قراه في تعداد 1960.

## السكان
بلغ عدد سكان عطف أبو جندي 2946 نسمة حسب تقدير عام 2018.
| السنة  | 1882 | 1897 | 1907 | 1927 | 1947 | 1960 | 1976 | 1986 | 1996 | 2006  | 2018 |
| ------ | ---- | ---- | ---- | ---- | ---- | ---- | ---- | ---- | ---- | ----- | ---- |
| القرية | 716  | 1117 | 1062 | 1063 | 903  | 1164 | 1457 | 1632 | 2245 | 2,655 | 2946 |